# Малькольм-Джамал Ворнер
Малькольм-Джамал Ворнер (англ. Malcolm-Jamal Warner; 18 серпня 1970 — 20 липня 2025) — американський актор. Став відомим завдяки ролі Теодора Хакстейбла в ситкомі NBC «Шоу Косбі», яка принесла йому номінацію на премію «Еммі» в категорії «Найкращий актор другого плану в комедійному серіалі». Також відомий своїми ролями Малкольма Макгі в ситкомі UPN «Малкольм і Едді» та доктора Алекса Ріда в ситкомі «Рід між рядків».

## Життєпис
Народився в Джерсі-Сіті, Нью-Джерсі. Його виховувала розлучена мати Памела, яка була його менеджером. Його назвали на честь Малкольма Ікса та джазового піаніста Ахмада Джамала. У віці дев'яти років він продемонстрував інтерес до шоу-бізнесу, що привело до запису в школу акторської майстерності. Його кар'єра дитини-виконавця пізніше допомогла йому закінчити Професійну дитячу школу в Нью-Йорку.
Загинув 20 липня 2025 року на 55-му році життя, потонувши у водах провінції Лимон в Коста-Риці.

## Фільмографія
| Рік      | Назва                            | Роль                               | Примітки               |
| -------- | -------------------------------- | ---------------------------------- | ---------------------- |
| 1990 рік | Спеціальна програма до Дня Землі | Тео Хакстейбл                      |                        |
| 1994 рік | Зона висадки                     | Заступник маршала США Террі Нессіп |                        |
| 1995 рік | Авіальотчики Таскігі             | Лейтенант Лерой Кеппі              |                        |
| 1998 рік | Ресторан                         | Стівен                             |                        |
| 2004 рік | Роздуми: історія спокути         | Семюел                             | короткометражний фільм |
| 2007 рік | Список                           | Ренді                              |                        |
| 2008 рік | Золото дурнів                    | Корделл                            |                        |
| 2011 рік | Король підземелля                | Малькольм                          |                        |